# نطاق بيئي

6 ممالك من 8 في الأرض

النطاق بيئي أو المملكة البيئية هي أكبر تقسيم جغرافي حيوي لسطح الأرض بالاعتماد على توزع النباتات والحيوانات. هذه المناطق تتطور فيها الأنواع بانعزال نسبي خلال فترات زمنية طويلة وتنفصل عن المناطق الأخرى بتضاريس جيولوجية مثل المحيطات والصحاري وسلاسل الجبال العالية التي تشكل حواجز تمنع هجرة النبات والحيوان.